# Asplenium sajanense
Asplenium sajanense là một loài dương xỉ trong họ Aspleniaceae. Loài này được Gudoschn. & Krasnob. mô tả khoa học đầu tiên.
Danh pháp khoa học của loài này chưa được làm sáng tỏ. 